# Micropera callosa
Micropera callosa är en orkidéart som först beskrevs av Carl Ludwig von Blume, och fick sitt nu gällande namn av Leslie Andrew Garay. Micropera callosa ingår i släktet Micropera och familjen orkidéer. Inga underarter finns listade i Catalogue of Life.